# 曼飞龙塔
曼飞龙塔，位于云南省西雙版納傣族自治州景洪市勐龍鎮曼飞龙村，傣语称“塔糯庄龙”或“塔诺”，是一组类似于金刚宝座塔的上座部佛教塔群。依据傣文史料，曼飞龙塔始建于傣曆566年（1204年），但历史上多次重建。现存曼飞龙塔更可能是清乾隆年间重建后的遗物，由九座砖构白塔组成群塔。塔基由上下两部分组成，下部为三层低矮的圆坛，最下一层圆坛上彩塑一身女神像，可能是土地之神“郎妥落尼”，旁设神龛。三层圆坛中间，则是略近圆形的折角亚字须弥座。须弥座之上，主塔居中，其他八小塔分列八方，平面呈八瓣莲花形。每座小塔前方辟一小佛龛、内供佛像。九座塔之塔顶，由宝瓶，刹杆、伞盖、垂铎、顶饰构成塔刹。须弥座之上枋，佛龛外侧等，以莨苕叶、仰莲等浮雕装饰；佛龛内壁则是金水漏印壁画，并浮雕有小佛像。

## 图片
- 曼飞龙塔
- 小塔及塔刹
- 郎妥落尼
- 小佛龛
- 上部塔基须弥座
- 塔前佛龛